# Rastaban
Rastaban eller Beta Draconis (β Draconis , förkortad Beta Dra , β Dra), som är stjärnans Bayer-beteckning, är en dubbelstjärna i södra delen av stjärnbilden Draken. Den har en magnitud 2,81 och är synlig för blotta ögat. Baserat på parallaxmätning inom Hipparcosuppdraget på ca 8,6 mas, beräknas den befinna sig på ett avstånd av ca 380 ljusår (117 parsek) från solen.

## Egenskaper
Primärstjärnan Beta Draconis A är en gul till vit ljusstark jättestjärna av spektralklass G2Ib-IIa. Den har en massa som är 6 gånger solens massa, en radie som är 40 gånger solens och avger ca 1  000 gånger mer energi än solen från dess fotosfär vid en effektiv temperatur på 5 200 K.
Dubbelstjärnan omfattar en ljusstark jätte som omkretsas av en stjärna i huvudserien med en omloppsperiod på ca 4 000 år. 

## Stjärnans namn
Rastaban är ett namn som härrör från arabiskan, ra's ath-thu'ban ("Ormens huvud"). Den har också haft namnen Asuia och Alwaid, det senare med betydelsen "Den som ska förstöras". Betydelsen kan också härledas till al'awwad, "lutaspelaren". 
Rastaban är del i asterismen Moderkamelerna (arabiska al'awa'id), tillsammans med Eltanin (Gamma Draconis), Arrakis (My Draconis), Kuma (Ny Draconis) och Grumium (Xi Draconis). Asterismen har också haft namnet Quinque Dromedarii (”De fem dromedarerna”).
År 2016 organiserade Internationella astronomiska unionen en arbetsgrupp för stjärnnamn (WGSN) med uppgift att katalogisera och standardisera riktiga namn för stjärnor. WGSN fastställde i augusti 2016 namnet Rastaban för Beta Draconis A, vilket nu ingår i IAU:s Catalog of Star Names.
På kinesiska ingår Rastaban i asterismen 天棓 (Tiān Bàng) "Lila förbjudna inneslutningen" som består av of Rastaban (Beta Draconis), Grumium (Xi Draconis), Kuma (Ny Draconis), Eltanin (Gamma Draconis) och Jota Herculis. I enlighet med detta heter Rastaban天棓三 (Tiān Bàng sān), vilket ska översättas med ”Den tredje stjärnan i den lila förbjudna inneslutningen”.